# Пундиков, Василий Петрович
Васи́лий Петро́вич Пу́ндиков (1923—1945) — советский военнослужащий. Участник Великой Отечественной войны. Герой Советского Союза (1945). Ефрейтор.

## Биография
Василий Петрович Пундиков родился 9 ноября 1923 года в селе Поляки-Майданы Елатомского уезда Рязанской губернии РСФСР СССР в крестьянской семье. Русский. После окончания начальной школы и до призыва на военную службу работал в колхозе.
В ряды Рабоче-крестьянской Красной Армии В. П. Пундиков был призван Сасовским районным военкоматом Рязанской области в 1941 году. Прошёл военную подготовку в учебном лагере. В действующей армии красноармеец В. П. Пундиков с августа 1942 года. В боях с немецко-фашистскими захватчиками с 14 сентября 1942 года. Воевал сапёром в 43-й отдельной инженерной бригаде специального назначения РГК. На Юго-Восточном и Сталинградском фронтах участвовал в Сталинградской битве. Затем Василий Петрович сражался на Южном фронте. В ходе Ростовской наступательной операции в составе своего подразделения освобождал Ростов-на-Дону. Во время Донбасской операции участвовал в прорыве немецкой оборонительной линии Миус-фронт, освобождал Донбасс. С октября 1943 года и до мая 1944 года красноармеец В. П. Пундиков на 4-м Украинском фронте прорывал оборону противника на Перекопском перешейке, сражался за освобождение Крымского полуострова, участвовал в боях за город Севастополь.
После завершения Крымской операции 43-я отдельная инженерная бригада была выведена в резерв Ставки Верховного Главнокомандования и была переформирована в 23-ю моторизованную штурмовую инженерно-сапёрную бригаду. Василий Петрович продолжил службу в 110-м отдельном моторизованном инженерно-сапёрном батальоне. Осенью 1944 года В. П. Пундиков получил звание ефрейтора и был назначен командиром сапёрного отделения. Вновь на фронте В. П. Пундиков с декабря 1944 года. 23-я моторизованная штурмовая инженерно-сапёрная бригада была придана 13-й армии 1-го Украинского фронта и начала подготовку к Висло-Одерской операции. Ефрейтор В. П. Пундиков особо отличился в ходе её составной части — Сандомирско-Силезской фронтовой операции.
Накануне начала наступления войск 1-го Украинского фронта с Сандомирского плацдарма отделение ефрейтора В. П. Пундикова героически работало на строительстве мостов через реку Чарна. Под артиллерийско-миномётным и ружейно-пулемётным огнём противника Василий Петрович со своими бойцами за короткий срок установил 16 мостовых свай при временной норме 8 свай, чем обеспечил быстрое наведение переправы и переброску войск и техники на левый берег реки. В ночь на 12 января 1945 года ефрейтор В. П. Пундиков со своим отделением выдвинулся к переднему краю противника и произвёл разминирование территории на участке наступления штурмового батальона. При этом Василий Петрович лично обезвредил 8 немецких противопехотных мин «Stockmine» и 13 противотанковых мин T.Mi.42. Начало атаки застало отделение Пундикова на нейтральной полосе. Воспользовавшись близостью к немецким позициям, Василий Петрович поднял своих бойцов в атаку и первым ворвался в немецкие траншеи. Связав противника боем, он удержал завоёванные позиции до подхода штурмового отряда. Затем ефрейтор В. П. Пундиков организовал на минном поле комендантскую службу, обеспечив безопасный проход стрелковых подразделений и военной техники.
Прорвав глубоко эшелонированную и сильно укреплённую полосу обороны противника на своём участке, подразделения 13-й армии устремились к Одеру. Впереди стремительно наступающих войск шли сапёры, которые производили разграждение инженерных заграждений противника. На транспортных маршрутах, которые обследовало отделение ефрейтора Пундикова, за время проведения операции не было отмечено ни одного случая подрыва боевой техники. Находясь в передовых подразделениях армии, Василий Петрович со своим отделением первым в бригаде вышел к реке Одер и вместе со стрелковыми подразделениями участвовал в захвате плацдарма на его левом берегу реки севернее Штейнау. После закрепления плацдарма за Одером отделение ефрейтора Пундикова в составе своего батальона работало на строительстве моста через реку. Под непрерывными налётами немецкой авиации Василий Петрович со своими бойцами, работая в ледяной воде, произвёл установку 15 мостовых свай. Это позволило быстро завершить строительство моста и начать переброску на захваченный плацдарм подкреплений и тяжёлой техники. За образцовое выполнение боевых заданий командования на фронте борьбы с немецкими захватчиками и проявленные при этом отвагу и геройство указом Президиума Верховного Совета СССР от 10 апреля 1945 года ефрейтору Пундикову Василию Петровичу было присвоено звание Героя Советского Союза.
В феврале-марте 1945 года ефрейтор В. П. Пундиков принимал участие в боях в Силезии (Нижне-Силезская и Верхне-Силезская операции). В преддверии предстоявшего наступления на Берлин в ночь с 15 на 16 апреля 1945 года Василий Петрович работал на строительстве моста через Нейсе в районе населённого пункта Нидер-Билау. Его отделение вело сборку парома, при установке которого в линию моста Василий Петрович полчаса работал в ледяной воде. Когда потребовалось усилить мост для пропуска тяжёлой техники, ефрейтор Пундиков вновь полез в воду и за 20 минут установил две дополнительные сваи. В ходе Берлинской операции 23-я моторизованная штурмовая инженерно-сапёрная бригада осуществляла инженерное сопровождение частей 1-го Украинского фронта на направлении основного удара. 26 апреля 1945 года всего за несколько дней до взятия Берлина ефрейтор В. П. Пундиков погиб. Похоронен на мемориальном кладбище советских воинов в городе Болеславец Польской Республики.

## Награды
- Медаль «Золотая Звезда» (10.04.1945);
- орден Ленина (10.04.1945);
- орден Красной Звезды (15.05.1945);
- медаль «За оборону Сталинграда».

## Память
- Именем Героя Советского Союза В. П. Пундикова названы улицы в городе Сасово и селе Поляки-Майданы.

## Документы
- Общедоступный электронный банк документов «Подвиг Народа в Великой Отечественной войне 1941—1945 гг.» Дата обращения: 11 июля 2013. Архивировано из оригинала 13 марта 2012 года.

Представление к званию Героя Советского Союза. Дата обращения: 11 июля 2013. Архивировано 3 сентября 2013 года.
Указ Верховного Совета СССР о присвоении звания Героя Советского Союза. Дата обращения: 11 июля 2013. Архивировано 3 сентября 2013 года.
Орден Красной Звезды (наградной лист и приказ о награждении). Дата обращения: 11 июля 2013. Архивировано 3 сентября 2013 года.
- Обобщённый банк данных «Мемориал». Дата обращения: 11 июля 2013. Архивировано из оригинала 10 мая 2012 года.

ЦАМО, ф. 58, оп. 977525, д. 338.
ЦАМО, ф. 58, оп. 977525, д. 339.
ЦАМО, ф. 58, оп. 977534, д. 1.